# コガリムアビア348便火災事故
コガリムアビア348便火災事故は2011年1月1日にスルグト国際空港発ドモジェドヴォ空港行のコガリムアビア348便（Tu-154-B2）がスルグト空港でタキシング中に火災が発生した事故である。
3人の死者と43人の負傷者を出し、負傷者のうち4人は重傷を負った。

## 事故機

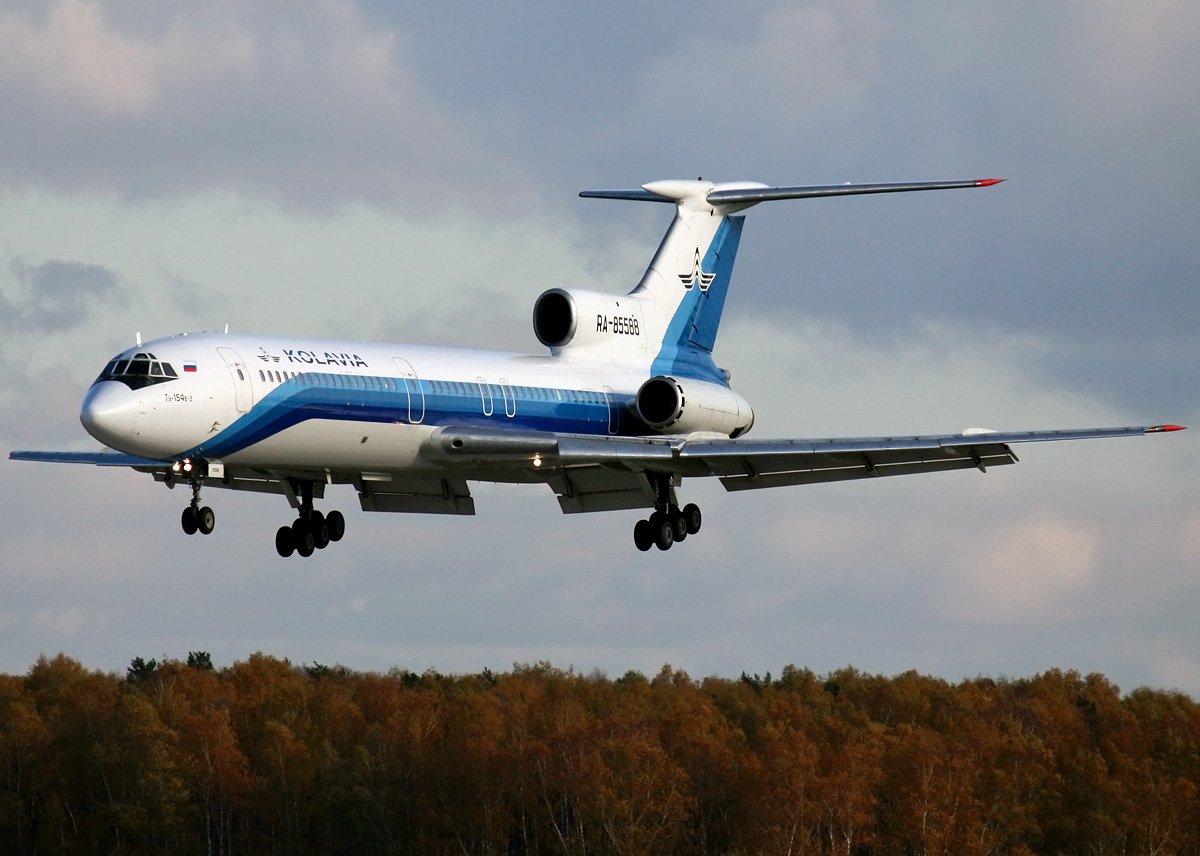
2010年10月に撮影された事故機

事故機のTu-154B-2（RA-85588）は、製造番号 83A/588として製造された。1983年にアエロフロートがCCCP-85588として運用を開始し、1993年6月に機体記号がRA-85588へ変更された。その後、2007年4月からコガリムアビアが運用を開始した。

## 事故の経緯
348便は、乗員8人、乗客116人、デットヘッド職員10人を乗せていた 。現地時間13時12分（UTC8時12分）、348便がスルグト空港で離陸のためにタキシングしていた際に、1基のエンジンで火災が発生したため、避難が開始された。当初は、火災が発生して緊急着陸が行われたと報じられた。火傷や煙の影響で3人が死亡し、43人が負傷した。火災は13時45分に消火されたが、機体は完全に焼け落ちた。乗客の中には、ロシアのポップグループのNa Naのメンバーがいた。

## 事故原因

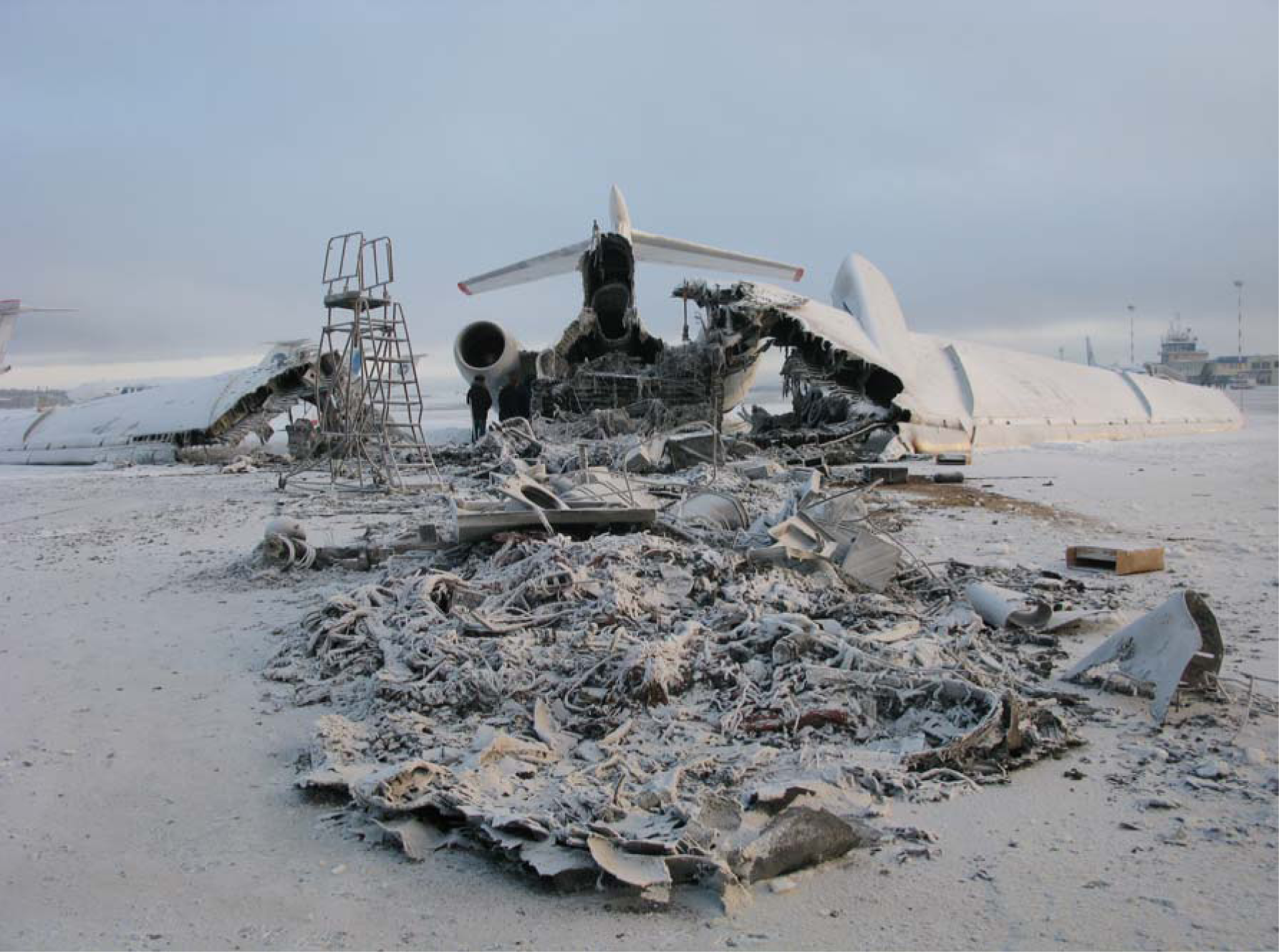
348便の残骸

ロシアのMAKが事故の調査を開始した。犯罪捜査と火災安全規則違反の調査が開始された。フライトデータレコーダーとコックピットボイスレコーダーは残骸から回収された。ロシア非常事態省は、初期の調査で胴体の中央部にから電気的短絡により出火した可能性があると述べた。火災はフレーム65とフレーム68の間で発生したとみられた。1月4日に発表された声明では、火災の原因からエンジンと補助動力装置を除外したと述べた。
2011年9月28日、MAKは最終報告書を発表し、事故原因を以下のように述べた。
「機内のフレーム62と64の間に位置する右発電機パネルからの火災発生であった。発電機への接続が正しく行われておらず、通常の10倍から20倍を超える電流が流れたことにより出火したと見られる。」

## 事故後
事故後、ロシアの連邦運輸監督局は、事故原因が明らかにされるまでTu-154Bの運航を取り止めるよう航空会社に勧告した。Tu-154M以外の同型機14機が運航停止になった。コガリムアビアは、事故に巻き込まれた乗客に2万ドルを支払うと声明を発表した。また、ロシアの保険会社Sogazは、負傷者に2万～200万ドルを支払うと述べた。犠牲者遺族には200万ドルが支払われた。1月6日には、3人全員の遺体が残骸から回収されたと報告された。
また、この事故後、コガリムアビアはブランド名をメトロジェットへ変更したが、2015年10月31日にメトロジェット9268便が爆破され、224人の死者を出した。これにより、コガリムアビアはブランド名を変更してから、僅か5年ほどで倒産した。